# Megalenzephalie
Die Megalenzephalie (von altgriechisch μέγας megas, megalo, deutsch ‚groß‘ und altgriechisch ἐγκέφαλος enképhalos, deutsch ‚Gehirn‘) ist eine sehr seltene angeborene Veränderung mit einem ungewöhnlich großen Gehirn und Schädel (Makrozephalie) ohne erhöhten Hirndruck.
Synonyme sind: Makroenzephalie, familiäre; Makroenzephalie; Kephalonie
Die Bezeichnung wurde bereits im Jahre 1900 durch den englischen Pathologen H. M. Fletcher geprägt.
Ausführlich wurde das Krankheitsbild im Jahre 1972 durch den US-amerikanischen Neurologen William Erl DeMyer (1924–2008).
Im Gegensatz zur Makrozephalie beruht die Zunahme des Kopfumfangs auf vermehrtem Wachstum des Gehirnes.
Eine nur eine Hirnhälfte (Hemisphäre) betreffende Vergrößerung wird als Hemimegalenzephalie, Synonym: Unilaterale Megalenzephalie bezeichnet.

## Klassifikation
Eine Einteilung kann typischerweise als
- idiopathisch (benigne)
- metabolisch
- anatomisch

erfolgen.

## Verbreitung und Ursache
Die Häufigkeit ist nicht bekannt, das männliche Geschlecht ist im Verhältnis 4:1 häufiger betroffen. Die Vererbung erfolgt in den meisten Fällen autosomal-dominant.
Daneben gibt es eine autosomal-rezessiv vererbte Form. Dieser Erkrankung liegen Mutationen im TBC1D7-Gen auf Chromosom 6 Genort p24.1 zugrunde.

## Klinische Erscheinungen
Klinische Kriterien sind:
- Makrozephalie mit Kopfumfang bei 2 Dritteln um 2 cm oberhalb der 98. Perzentile, bei einem Drittel um 2–4 cm darüber
- abnormes Kopfwachstum zu 80 % in den ersten 4 Lebensmonaten
- Körpergewicht und Länge normal
- in über 90 % normale Intelligenz, Neurologie normal, keine assoziierten Fehlbildungen
- Manifestationsalter schon vorgeburtlich oder in der Neugeborenenzeit

Es besteht eine hohe Assoziationen mit Autismus, aber auch mit Achondroplasie, Beckwith-Wiedemann-Syndrom, Neurofibromatose Typ 1, Tuberöser Sklerose, Klippel-Trénaunay-Weber-Syndrom und Epidermal-Naevus-Syndrom.

## Differentialdiagnose
Abzugrenzen sind Makrozephalien. z. B. infolge intrakranieller Druckerhöhung.

## Im Rahmen von Syndromen
Eine Megalenzephale kann bei verschiedenen Syndromen mit Leitsymptom sein:
- Megalenzephale Leukodystrophie
- Megalenzephalie-Kapillarfehlbildungen-Polymikrogyrie-Syndrom
- MPPH-Syndrom (Megalenzephalie-Polymikrogyrie-postaxiale Polydaktylie-Hydrozephalus-Syndrom)
- Megalenzephalie-schwere Kyphoskoliose-Großwuchs-Syndrom[11]
- Polyhydramnion-Megalenzephalie-symptomatische Epilepsie-Syndrom (PMSE)[12]